# Jean-Claude Bouillaud
Pour les articles homonymes, voir Bouillaud.
Jean-Claude Bouillaud, né le 7 juin 1927 au Havre et mort le 20 juin 2008 à Angers, est un acteur français.

## Biographie
Il est le fils de Charles Bouillaud, acteur prolifique des années 1940 à 1960. Il travaille pendant une quinzaine d'années comme employé de banque. Après une carrière dans le théâtre amateur, il devient acteur professionnel, jouant aux côtés de Philippe Noiret puis au Théâtre national populaire sous la direction de Jean Vilar. Acteur de second plan, méconnu mais au visage familier auprès du public, il est très apprécié par les réalisateurs Claude Chabrol et Claude Sautet mais aussi Jean-Claude Missiaen et Yannick Andréi. À la télévision, il apparaît dans de nombreuses séries policières.

## Filmographie

### Cinéma
- 1969 : Mister Freedom de William Klein
- 1972 : Le Bar de la fourche de Alain Levent : Carletti
- 1975 : Au-delà de la peur de Yannick Andréi
- 1979 : Clair de femme de Costa-Gavras
- 1979 : Laisse-moi rêver de Robert Ménégoz : le pompier
- 1980 : Bobo la tête de Gilles Katz
- 1980 : L'Entourloupe de Gérard Pirès : l'épicier
- 1980 : Le Cheval d'orgueil de Claude Chabrol
- 1980 : Un mauvais fils de Claude Sautet : Henri
- 1980 : La Boum de Claude Pinoteau : le père en colère lors de la boum
- 1981 : La Provinciale de Claude Goretta
- 1981 : Celles qu'on n'a pas eues de Pascal Thomas
- 1981 : Le Choix des armes de Alain Corneau : André
- 1981 : Les hommes préfèrent les grosses de Jean-Marie Poiré : le poissonnier
- 1981 : Le Professionnel de Georges Lautner : Un agent du service secret
- 1982 : Tête à claques de Francis Perrin : le patron du bistrot
- 1982 : Les Fantômes du chapelier de Claude Chabrol : le père de Louise
- 1982 : Le père Noël est une ordure de Jean-Marie Poiré
- 1982 : Tir groupé de Jean-Claude Missiaen
- 1983 : La Java des ombres de Romain Goupil : le chauffeur de taxi
- 1983 : Garçon ! de Claude Sautet : Urbain
- 1984 : Ronde de nuit de Jean-Claude Missiaen : Jérôme Martineau, un fonctionnaire municipal
- 1984 : Le Joli Cœur de Francis Perrin : Ducasse
- 1984 : Pinot simple flic de Gérard Jugnot : le flic vexé
- 1984 : Tir à vue de Marc Angelo : Blanchard
- 1984 : Les Ripoux de Claude Zidi : un gardien
- 1984 : Le Jumeau d'Yves Robert : l'inspecteur
- 1985 : Hors-la-loi de Robin Davis : le premier gendarme
- 1985 : Poulet au vinaigre de Claude Chabrol :  Gérard Filiol
- 1985 : La Baston de Jean-Claude Missiaen : Raymond Levasseur
- 1986 : Black Mic-Mac de Thomas Gilou : Bidault
- 1987 : A los cuatro vientos de José Antonio Zorrilla
- 1987 : Charlie Dingo de Gilles Béhat : le garagiste
- 1988 : Trois places pour le 26 de Jacques Demy : Le Capitaine
- 1989 : Eskorpion d'Ernesto Tellaria : Fermin
- 1991 : Le Vent de la Toussaint de Gilles Béhat : le patron de l'hôtel
- 1991 : Madame Bovary de Claude Chabrol : le père Rouault, un paysan, le père d'Emma
- 1992 : Un cœur en hiver de Claude Sautet : le patron de la brasserie
- 1993 : Justinien Trouvé ou le Bâtard de Dieu de Christian Fechner : le quéreur de pardon
- 1994 : Lettre pour L... de Romain Goupil
- 1995 : Les Misérables de Claude Lelouch : Le brigadier en 1830

### Télévision
- 1964 : L'Abonné de la ligne U de Yannick Andreï
- 1975 : Marie-Antoinette de Guy Lefranc, (télésuite)
- 1976 :  L'inspecteur mène l'enquête (émission jeu policière)
- 1977 : Rossel et la Commune de Paris de Serge Moati (téléfilm) : Otto von Bismarck / Giraud
- 1977 : Commissaire Moulin (série télévisée) : Bernadac
- 1977 : Les Rebelles de Pierre Badel (téléfilm)
- 1978 : Les Procès témoins de leur temps (série télévisée) : Monneron
- 1978 : Messieurs les jurés (série télévisée) : P. Montgérain
- 1978 : Le temps d'une République (série télévisée) : Un ouvrier
- 1978 : Une femme, une époque (série télévisée) : Le patron du bistrot de la rue Popincourt / Pillement
- 1978 : Les Enquêtes du commissaire Maigret, épisode : Maigret et le tueur de Marcel Cravenne
- 1978 : Au théâtre ce soir : Si tout le monde en faisait autant de John Boynton Priestley, mise en scène André Villiers, réalisation Pierre Sabbagh, Théâtre Marigny
- 1979 : Miss (série télévisée) : Albert
- 1979 : Au théâtre ce soir (pièces télévisées) : Hardman / le conseiller municipal
- 1979 : Une Suédoise à Paris de Patrick Saglio (série télévisée)
- 1979 : Le Mal bleu de Joseph Drimal (téléfilm) : Gérard
- 1979 : Histoires de voyous : Le concierge revient tout de suite de Michel Wyn (téléfilm) : le gardien
- 1979 : La Dame aux coquillages de Charles Paolini (téléfilm) : le marin pêcheur #3
- 1980 : Les Visiteurs de Michel Wyn (télésuite) : Charlot
- 1980 : Le Grand Fossé d'Yves Ciampi (téléfilm) : Raymond Renard
- 1980 : Ils furent rois tout un matin de Régis Milcent (téléfilm)
- 1980 : La Traque de Philippe Lefebvre (téléfilm) : le gendarme au téléphone
- 1981 : Blanc, bleu, rouge de Yannick Andréi (série télévisée) : Tête Noire
- 1981 : Le Mythomane (série télévisée) : Chantreuil
- 1981 : Les Écumeurs de Lille de Fernand Vincent (téléfilm) : Titanic
- 1981 : La Double Vie de Théophraste Longuet de Yannick Andréi (téléfilm) : Un chef de gare
- 1982 : Des Yeux pour pleurer d'André Cayatte (téléfilm)
- 1983 : La Chambre des dames de Yannick Andréi (télésuite) : Le lieutenant en civil
- 1984 : Un Homme va être assassiné de Dolorès Grassian (téléfilm)
- 1985 : Vincente de Bernard Toublanc-Michel (téléfilm)
- 1985 : L'Affaire Caillaux de Yannick Andréi (téléfilm)
- 1986 : L'Affaire Marie Besnard d'Yves-André Hubert (téléfilm) : Baradier
- 1986 : La Dame des dunes de Joyce Buñuel (téléfilm) : l'épicier
- 1987 : L'Heure Simenon (série télévisée) : Roger
- 1988 : Mésaventures (série télévisée) : M. Barlieu
- 1988 : Les Cinq Dernières Minutes Le fantôme de la Villette de Roger Pigaut : Bertin
- 1988 : La Chaîne de Claude Faraldo (télésuite) : Charvet
- 1988 : Les Dossiers secrets de l'inspecteur Lavardin - L'Escargot noir de Claude Chabrol (série télévisée) : Dominique Boj
- 1988 : Série noire - Le Manteau de Saint Martin de Gilles Béhat (série TV) : commissaire Borowicz
- 1988 : La Face de l'ogre de Bernard Giraudeau (téléfilm) : Robert
- 1989 : Les Enquêtes du commissaire Maigret, épisode : L'Auberge aux noyés de Jean-Paul Sassy
- 1989 : Haute tension (série télévisée)
- 1990 : Les Bottes de sept lieues de Hervé Baslé (téléfilm) : M. Frioulat
- 1991 : Les Hordes de Jean-Claude Missiaen (télésuite) : La Balance
- 1991 : Le Dernier mot de Hervé Baslé (téléfilm) :  le facteur
- 1993 : Renseignements généraux (série télévisée) : Vandebeucque
- 1993 : Une Image de trop de Jean-Claude Missiaen (téléfilm) : le marinier
- 1994 : La Corruptrice de Bernard Stora (téléfilm) : le père Heurteloup
- 1994 : Le Garçon qui ne dormait pas de Michaël Perrotta (téléfilm) : M. Percier
- 1995 : Le Parasite de Patrick Dewolf (téléfilm) : Riton
- 1997 : La Mère de nos enfants de Jean-Louis Lorenzi (téléfilm) : Claude
- 1998 : La Course de l'escargot de Jérôme Boivin (téléfilm) : Fine
- 1998 : L'Inventaire de Caroline Huppert (téléfilm) : Jean-Jacques Peyrolles
- 1999 : Crimes en série (série télévisée) : Mordechan
- 1999 : Mélissol (série télévisée) : Montel
- 2001 : De toute urgence de Philippe Triboit : Maurice
- 2003 : Le Don fait à Catchaires de William Gotesman (téléfilm) : Léon
- 2003 : Arzak Rhapsody de Jean Giraud (dessins animés) : (voix)
- 2004 : Clochemerle de Daniel Losset : (téléfilm) : le député Bourdillat
- 2005 : Julie Lescaut, épisode 2 saison 14, Justice est faite de Luc Goldenberg : Monsieur Benetti

## Théâtre
- 1967 : La Mégère apprivoisée de William Shakespeare, mise en scène Guy Parigot, Comédie de l'Ouest
- 1971 : Un barrage contre le Pacifique de Marguerite Duras, adaptation Geneviève Serreau, mise en scène Georges Goubert, Comédie de l'Ouest
- 1977 : Un loup à cinq pattes de Raymond Gerbal, mise en scène Edmond Tamiz, Théâtre 71
- 1983 : L'Avare de Molière, mise en scène Jean Meyer, théâtre des Célestins
- 1989 : Le Grand Standing de Neil Simon, mise en scène Michel Roux, théâtre des Nouveautés